# Katedrala u Durhamu
Durhamska katedrala Krista, Blažene Djevice Marije i Svetog Cuthberta Durhamskog je katedrala i sjedište anglikanskog biskupa u Durhamu, sjeverna Engleska. U hijerarhiji engleske crkve ona je na četvrtom mjestu i njen biskup se nalazi s desne strane kralja za vrijeme krunidbe. U njoj se svaki dan obavljaju pjevane mise s Durhamskim korom, osim ponedjeljkom. 
Nalazi se na strateškom pložaju iznad rijeke Wear, u blizini Durhamskog dvorca, preko puta Palače Green. S tornjem visine 66 m s kojega se pruža fantastičan pogled na okolicu, katedrala je glavna turistička atrakcija u gradu. Kao jedan od najljepših primjera normanske arhitekture upisana je na UNESCO-ov popis mjesta svjetske baštine u Europi.

## Povijest
Biskupiju je zasnovao Aidan iz Lindisfarnea za kralja Oswalda od Northumbrije 635. god. Durhamska biskupija, odnosno lindisfarneski priorat je iznjedrio mnoge svece, od kojih je najpoznatiji Cuthbert iz Lindisfarnea. Vikinzi su je uništili 875. god., a monasi su se razbježali odnijevši sa sobom dragocjenosti i relikvije. God. 995. izgrađena je tzv. "Bijela crkva" kao mauzolej relikvija sv. Cuthberta koje su se vratile u Durham. Odabir mjesta za gradnju crkve, prema legendi, odlučila je mljekarica koja je tražila svoju mršavu kravu, a koju su pratili monasi noseći sanduk s relikvijama sveca. Naime, došavši do mjesta gdje rijeka Wear krivuda u obliku meandra, sanduk se počeo raspadati, pa su monasi odlučili kako je to znak da relikvije trebaju ostati na tom mjestu te su počeli graditi crkvu. Istina je da je to mjesto imalo strateški iznimno povoljan i lako obranjiv položaj, a tadašnji biskup Durhama, Aldhuin, je bio u rodbinskoj vezi s vladarom tog područja, earlom od Northumberlanda. Po ovom događaju je ulica od katedrale nazvana "Kravljom alejom".
Izgradnja kamene katedrale je započela 1018. god. kada je izgrađen zapadni toranj, ali je tek 1093. god., za vrijeme normanske okupacije, otpočela dobivati današnji izgled. Od 1080. god. do 19 st. biskupija je uživala povlašteni položaj Izborne Biskupije s religijskom, ali i vojnom moći. U 12. st. je proširena i izgrađen je most preko rijeke, a u Gospinoj kapeli su smještene relikvije još dva sveca, glava sv. Oswalda iz Northumbrije i tijelo sv. Bede. U 13. st. izgrađena je Kapela devet oltara, a u 15. st. je obnovljen toranj koji je spalio udar groma.
God. 1538., po naredbi kralja Henrika VIII., grobnica sv. Cuthberta je uništena, a dvije godine kasnije samostan je potpuno opljačkan. U 17. st., Oliver Cromwell ju je koristio kao vojni logor za zarobljene Škote nakon bitke za Dunbar 1650. god. Svi drveni ukrasi su izloženi za grijanje, a kako su zarobljenici bili loše tretirani, oko 3,000 ih je preminulo u katedrali. To je došlo na svjetlo dana tek 1946. god. kada je tijekom postavke novih cijevi za centralno grijanje katedrale pronađena masovna grobnica. Od tada se skuplja novac kako bi se njihove kosti prenijele i dostojanstveno sahranile u Škotskoj.
Katedrala je zbog svog iznimnog vanjskog izgleda često služila kao scena za mnoge slavne filmove, pa čak i kao Hogwarts u seriji filmova o Harryju Potteru.

## Odlike
Građevina je najznačajnija po rebrastom svodu glavnog broda s lukovima na vitkim kompozitnim kapitelima koji završavaju masivnim stupovima, ali i po kontraforima (lebdećim stupovima) iznad bočnih brodova. Ove odlike su nekoliko desetljeća starije od prve gotičke arhitekture u sjevernoj Francuskoj, ali se unatoč njima, građevina smatra romaničkom. 
Vješta uporaba oštrog luka i rebrastog svoda je omogućila veliki četvrtasti plan crkve, ali i veliku visinu zidova otvorenih velikim prozorima, kasnije ispunjeni vitrajima.
Grobnica sv. Cuthberta se nalazi u istočnom dijelu i nekoć je bila bogato ukrašena kremasto bijelim mramorom i zlatom. Iako opljačkana tijekom anglikanske reforme, još uvijek je mjesto hodočašća.
- Južni pogled na katedralu
- Katedrala preko rijeke Wear
- Kor na fotografiji iz 1890. god.
- Glavni brod (lađa) 1890. god.
- Klaustar katedrale

## Poveznice
- Engleska umjetnost
- Romanička arhitektura

## Vanjske poveznice
- Službene stranice katedrale
- Galerija fotografija  Arhivirana inačica izvorne stranice od 2. prosinca 2018. (Wayback Machine)
- Obilazak dvorca i katedrale  Arhivirana inačica izvorne stranice od 2. veljače 2013. (Wayback Machine)

Ostali projekti
|  | Zajednički poslužitelj ima još gradiva o temi Durhamska katedrala |